# نسخه بارنی (رمان)
نسخه بارنی (به انگلیسی: Barney's Version) نام رمانی اثر مردکای ریچلر نویسنده کانادایی است که در سال ۱۹۹۷ منتشر شد. این کتاب در همان سال انتشار (۱۹۹۷) برنده جایزه گیلر شد. بر اساس این رمان، در سال ۲۰۱۰ فیلمی کمدی-درام با همین نام توسط ریچارد جی لوئیس ساخته شد.